# Stanley Cup Finals 1919
Le Stanley Cup Finals 1919 sono state la sfida tra la squadra campione della stagione NHL 1918-1919, i Montreal Canadiens, e la squadra campione del campionato PCHA 1918-1919, i Seattle Metropolitans. La serie si è tenuta interamente a Seattle (Washington, Stati Uniti), presso la Seattle Ice Arena al meglio delle 7 gare. La serie, tuttavia, non si è mai conclusa data la sua cancellazione dopo 5 gare a causa della pandemia di influenza spagnola, non venendo proclamata nessuna squadra campione. È stata l'unica volta nella storia delle Stanley Cup Finals in cui non vi è stata alcuna assegnazione del trofeo a seguito di una mancata decisione dopo la disputa della serie.
La serie è stata una nuova sfida tra le due squadre dopo le Stanley Cup Finals 1917 e la prima serie disputata dopo la stipula dell'armistizio successivo alla Prima guerra mondiale. Ad ospitare la serie, rispettando il principio dell'alternanza allora in vigore, è stata la squadra della PCHA, i Seattle Metropolitans. Prima della interruzione della serie, la serie era sul punteggio di 2–2–1, quando le autorità sanitarie hanno ordinato la fine dell'evento prima della disputa della gara decisiva. Dopo il pareggio di Gara 4, Metropolitans e Canadiens si erano accordate per disputare le successive gare applicando la regola del golden goal in eventuali overtime delle gare successive. Tuttavia, la maggior parte dei giocatori dei Montreal Canadiens ed il loro manager, George Kennedy, contrassero l'influenza spagnola venendo ricoverati in ospedale (soltanto 3 giocatori della squadra canadese non si ammalarono). Quattro giorni dopo essersi ammalato, il difensore dei Canadiens Joe Hall trovò la morte in ospedale. George Kennedy, pesantemente colpito dalle conseguenze della malattia, dopo una lunga degenza morì nel 1921.

## Formato
A differenza della precedente edizione, il regolamento adottato prevedeva la disputa di una serie al meglio delle 7 gare, adottando alternativamente per ogni gara il regolamento NHL e il regolamento PCHA.

## Squadre partecipanti

### Montreal Canadiens

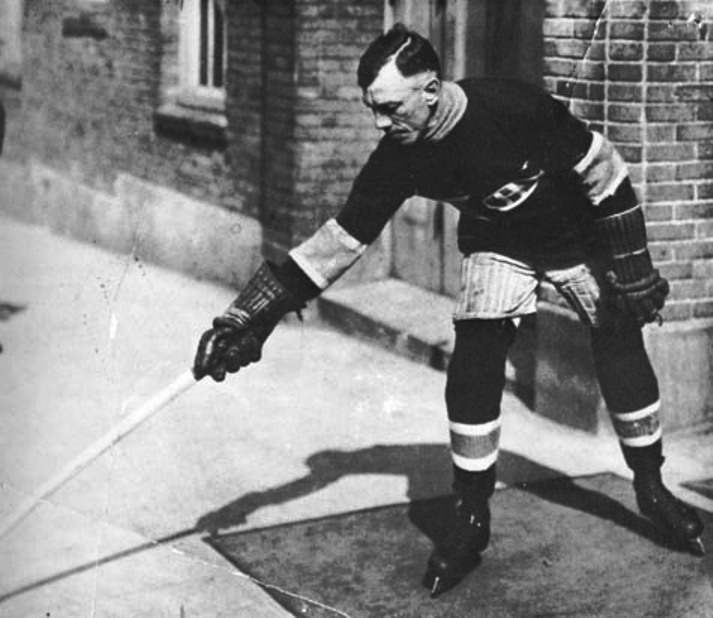
Joe Hall, difensore dei Montreal Canadiens vittima della pandemia di influenza spagnola subito dopo le Stanley Cup Finals 1919.

I Canadiens de Montréal hanno raggiunto le Stanley Cup Finals grazie alla loro vittoria nelle NHL Championship Finals, dove in 5 gare hanno battuto gli Ottawa Senators, diventando detentori del titolo NHL.

#### Roster
In grassetto, nella colonna "Presenze nelle Finals", le edizioni in cui il giocatore ha ottenuto il titolo.
| N  | Naz               | Giocatore          | R   | M | A    | Presenze nelle Finals            |
| -- | ----------------- | ------------------ | --- | - | ---- | -------------------------------- |
| 7  | Canada (bandiera) | Amos Arbour        | LW  | S | 1918 | 2 (1916, 1919)                   |
| 9  | Canada (bandiera) | Billy Bell         | C   | D | 1917 | 1 (1919)                         |
| 8  | Canada (bandiera) | Louis Berlinguette | LW  | L | 1911 | 5 (1911, 1912, 1916, 1917, 1919) |
| 6  | Canada (bandiera) | Odie Cleghorn      | RW  | D | 1918 | 1 (1919)                         |
| 2  | Canada (bandiera) | Bert Corbeau       | D   | D | 1914 | 3 (1916, 1917, 1919)             |
| 9  | Canada (bandiera) | Billy Coutu        | D   | S | 1916 | 2 (1917, 1919)                   |
| 11 | Canada (bandiera) | Fred Doherty       | RW  | S | 1918 | 2 (1912, 1919)                   |
| 3  | Canada (bandiera) | Joe Hall           | D   | D | 1917 | 5 (1904, 1907, 1912, 1913, 1919) |
| 4  | Canada (bandiera) | Newsy Lalonde (C)  | C/R | S | 1912 | 4 (1908, 1916, 1917, 1919)       |
| 7  | Canada (bandiera) | Joe Malone         | C   | D | 1917 | 3 (1912, 1913, 1919)             |
| 10 | Canada (bandiera) | Jack McDonald      | LW  | D | 1917 | 3 (1907, 1912, 1919)             |
| 5  | Canada (bandiera) | Didier Pitre       | D   | D | 1914 | 4 (1909, 1916, 1917, 1919)       |
| 1  | Canada (bandiera) | Georges Vezina     | G   | S | 1910 | 3 (1916, 1917, 1919)             |

Fonte: Mouton 1987..

### Seattle Metropolitans

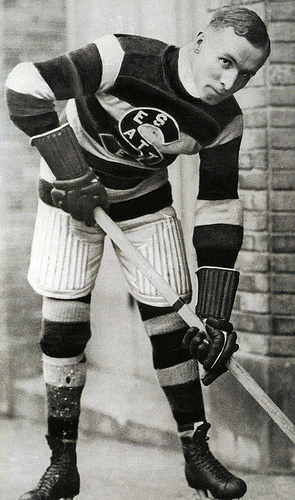
Frank Foyston, centro dei Seattle Metropolitans.

I Seattle Metropolitans hanno concluso la regular season del campionato PCHA 1918-19 al 2° posto, con 11 vittorie e 9 sconfitte e dietro ai Vancouver Millionaires. Le due squadre si sono successivamente affrontate nel doppio confronto delle PCHA Championship Finals. A poche ore dall'inizio di Gara 1, il top scorer dei Metropolitans, Bernie Morris, è stato arrestato dalle autorità statunitensi con l'accusa di renitenza alla leva. Tuttavia, nonostante la sua assenza, i Metropolitans si sono imposti nettamente in Gara 1 con il punteggio di 6-1, con una tripletta segnata da Frank Foyston. Gara 2 si è conclusa a favore dei Millionaires per 4-3, ma il risultato aggregato di 7-5 ha proclamato i Seattle Metropolitans campioni della PCHA. Bernie Morris è stato successivamente condannato a 2 anni di lavori forzati da scontare presso la prigione militare di Alcatraz, per poi vedersi la sua condanna annullata dopo 1 anno di pena dall'esercito, uscire da Alcatraz e raggiungere direttamente la sua squadra alle Stanley Cup Finals 1920 (contro gli Ottawa Senators).

#### Roster
In grassetto, nella colonna "Presenze nelle Finals", le edizioni in cui il giocatore ha ottenuto il titolo.
| N  | Naz                    | Giocatore         | R    | M | A    | Presenze nelle Finals           |
| -- | ---------------------- | ----------------- | ---- | - | ---- | ------------------------------- |
| 6  | Canada (bandiera)      | Frank Foyston     | LW/R | S | 1915 | 3 (1914, 1917, 1919)            |
| 1  | Canada (bandiera)      | Hap Holmes        | G    | S | 1918 | 5 (1914, 1916, 1917, 1918 1919) |
| -- | Canada (bandiera)      | Ran McDonald      | RW   | D | 1915 | 3 (1914, 1917, 1919)            |
| 10 | Canada (bandiera)      | Bernie Morris (C) | D    | D | 1915 | —†                              |
| 5  | Stati Uniti (bandiera) | Muzz Murray       | C/LW | S | 1918 | 1 (1919)                        |
| 3  | Canada (bandiera)      | Roy Rickey        | D    | S | 1915 | 1 (1919)                        |
| 2  | Canada (bandiera)      | Bobby Rowe        | D    | S | 1915 | 4 (1914, 1917, 1919)            |
| 4  | Canada (bandiera)      | Jack Walker       | C/R  | S | 1915 | 4 (1911, 1914, 1917, 1919)      |
| 7  | Canada (bandiera)      | Cully Wilson      | RW   | D | 1915 | 3 (1914, 1917, 1919)            |

Fonte: Coleman 1966.
† – Morris non ha giocato in nessuna gara di questa serie a causa del suo arresto per renitenza alla leva.

## Serie
| Squadra 1          | Totale | Squadra 2             | Gara 1 | Gara 2 | Gara 3 | Gara 4    | Gara 5   | Gara 6 | Gara 7 |
| ------------------ | ------ | --------------------- | ------ | ------ | ------ | --------- | -------- | ------ | ------ |
| Montreal Canadiens | 2–2–1  | Seattle Metropolitans | 0–7    | 4–2    | 2–7    | 0–0 (2OT) | 4–3 (OT) | nd     | nd     |

## Gara 1

### Tabellino
| Arbitro: | Mickey Ion |

| |            |                                                                                     |
| 1° periodo M. Murray 04:51 R. Rickey F. Foyston 08:34 nessun assist 2° periodo M. Murray 05:58 C. Wilson F. Foyston 09:55 R. McDonald J. Walker 16:38 nessun assist 3° periodo F. Foyston 05:43 nessun assist R. McDonald 14:44 R. Rickey | Marcatori  | 1° periodo nessun goal 2° periodo nessun goal 3° periodo nessun goal                |
| 1° periodo nessuna penalità 2° periodo nessuna penalità 3° periodo nessuna penalità | Penalità   | 1° periodo nessuna penalità 2° periodo nessuna penalità 3° periodo nessuna penalità |
| Pete Muldoon | Allenatori | Newsy Lalonde                                                                       |

## Gara 2

### Tabellino
| Arbitro: | Mickey Ion |

|                                                                                              |            | |
| 1° periodo nessun goal 2° periodo nessun goal 3° periodo B. Rowe 11:03 F. Foyston 11:11      | Marcatori  | 1° periodo 08:44 N. Lalonde 2° periodo 08:18 N. Lalonde 16:35 N. Lalonde 3° periodo 09:49 N. Lalonde |
| 1° periodo (3 min – minor) C. Wilson 2° periodo nessuna penalità 3° periodo nessuna penalità | Penalità   | 1° periodo nessuna penalità 2° periodo nessuna penalità 3° periodo O. Cleghorn (minor – 3 min)       |
| Pete Muldoon                                                                                 | Allenatori | Newsy Lalonde                                                                                        |

## Gara 3

### Tabellino
| Arbitro: | Mickey Ion |

| |            | |
| 1° periodo F. Foyston 01:03 nessun assist F. Foyston 07:41 nessun assist C. Wilson 15:54 F. Foyston 18:36 C. Wilson 2° periodo nessun goal 3° periodo F. Foyston 12:39 nessun assist M. Murray 12:51 C. Wilson R. Rickey 14:57 nessun assist | Marcatori  | 1° periodo nessun goal 2° periodo nessun goal 3° periodo 03:21 O. Cleghorn D. Pitre 12:34 L. Berlinguette D. Pitre |
| 1° periodo (3 min – minor) C. Wilson 2° periodo (3 min – minor) C. Wilson (3 min – minor) C. Wilson (3 min – minor) M. Murray 3° periodo nessuna penalità                                                                                    | Penalità   | 1° periodo N. Lalonde (minor – 3 min) 2° periodo J. Hall (minor – 3 min) 3° periodo J. Hall (minor – 3 min)        |
| Pete Muldoon | Allenatori | Newsy Lalonde |

## Gara 4

### Tabellino
| Arbitro: | Mickey Ion |

| |            | |
| 1° periodo nessun goal 2° periodo nessun goal 3° periodo nessun goal 1° Overtime nessun goal 2° Overtime nessun goal | Marcatori  | 1° periodo nessun goal 2° periodo nessun goal 3° periodo nessun goal 1° Overtime nessun goal 2° Overtime nessun goal                                                      |
| 1° periodo nessuna penalità 2° periodo (3 min – minor) R. McDonald 3° periodo nessuna penalità 1° Overtime (3 min – minor) J. Walker 2° Overtime (3 min –minor) J. Walker (3 min – minor) B. Rowe (3 min – minor) M. Murray | Penalità   | 1° periodo B. Corbeau (minor – 3 min) 2° periodo J. Hall (minor – 3 min) 3° periodo nessuna penalità 1° Overtime nessuna penalità 2° Overtime O. Cleghorn (minor – 3 min) |
| Pete Muldoon | Allenatori | Newsy Lalonde |

## Gara 5

### Tabellino
| Arbitro: | Mickey Ion |

| |            | |
| 1° periodo F. Foyston 05:40 nessun assist J. Walker 12:52 nessun assist 2° periodo J. Walker 01:18 nessun assist 3° periodo nessun goal 1° Overtime nessun goal | Marcatori  | 1° periodo nessun goal 2° periodo nessun goal 3° periodo 04:00 O. Cleghorn B. Coutu 05:01 N. Lalonde L. Berlinguette 17:05 N. Lalonde nessun assist 1° Overtime 15:51 J. McDonald nessun assist |
| 1° periodo nessuna penalità 2° periodo nessuna penalità 3° periodo nessuna penalità 1° Overtime nessuna penalità                                                | Penalità   | 1° periodo nessuna penalità 2° periodo nessuna penalità 3° periodo nessuna penalità 1° Overtime nessuna penalità                                                                                |
| Pete Muldoon | Allenatori | Newsy Lalonde |

## Cronaca

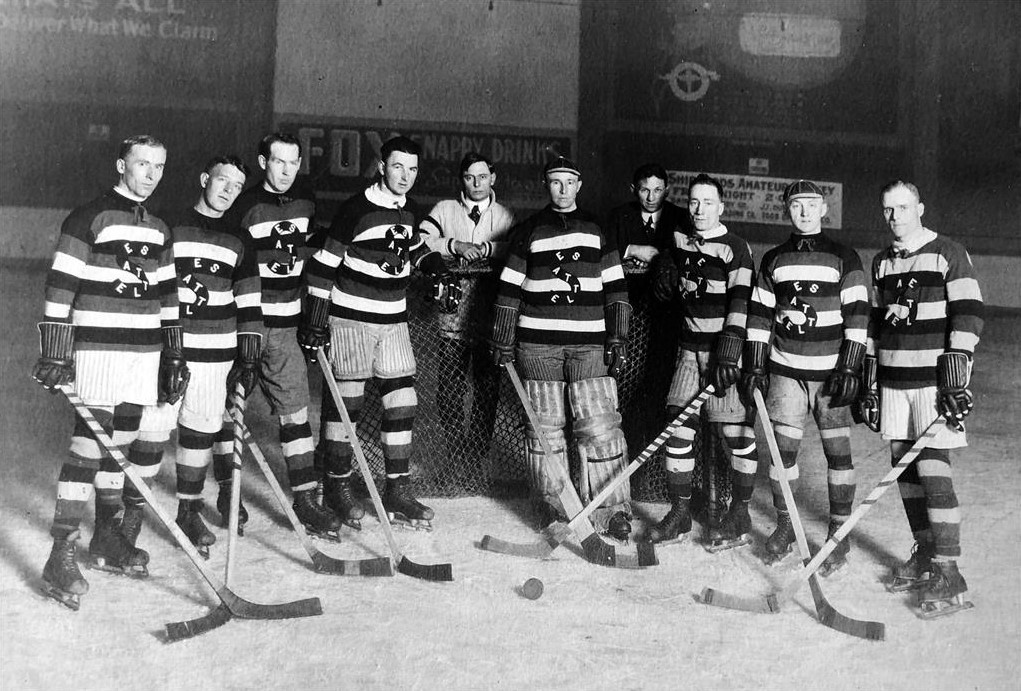
I Seattle Metropolitans, campioni PCHL e partecipanti alle Stanley Cup Finals 1919. Da sinistra a destra: Frank Foyston, Bobby Rowe, Muzz Murray, Roy Rickey, Bill Anthony, Hap Holmes, Pete Muldoon, Bernie Morris, Cully Wilson e Jack Walker.

Tutte le gare sono state disputate presso la Seattle Ice Arena di Seattle. Come nelle precedenti edizioni delle Stanley Cup Finals, ad ogni gara sono state applicate le regole di gioco delle due leghe rappresentate dalle squadre: Gara 1, Gara 3 e Gara 5 ha visto l'applicazione del regolamento PCHA, mentre le regole NHL sono state utilizzate per Gara 2 e Gara 4. Per la verità, anche Gara 5 ha visto l'applicazione del regolamento NHL, a causa del fatto che questa gara era considerata una ripetizione di Gara 4 (finita in pareggio dopo due overtime).
In Gara 1, con regolamento PCHA, i Metropolitans sconfiggono nettamente i Canadiens, segnando 2 reti nel 1° periodo, altre 2 reti nel 2° periodo e 3 reti nel 3° periodo. Durante Gara 1 si infortunia Bert Corbeau dei Canadiens, che per tutto il resto della serie continuerà a giocare ma come sostituto.
I Canadiens pareggiano la serie vincendo Gara 2 grazie alle reti di Newsy Lalonde e riescono a respingere l'assalto dei Metropolitans nel 3° periodo (nel quale segnano 2 reti nel giro di appena 32 secondi). Joe Hall viene colpito al naso da un disco scagliato volutamente da Cully Wilson.
Gara 3 vede nuovamente l'applicazione del regolamento PCHA e i Metropolitans si confermano nuovamente vittoriosi con una vittoria netta per 7-2. La partita si è praticamente conclusa nel 1° periodo, con Seattle che segna ben 4 reti e chiude i giochi nel 3° periodo.
Gara 4 è passata alla storia come una delle partite più belle nella storia dell'hockey su ghiaccio, finita a reti inviolate dopo ben 2 overtime e con sugli scudi i due goalie, Hap Holmes (Metropolitans) e Georges Vezina (Canadiens). Alla fine del 1° periodo Cully Wilson riesce a segnare una rete, ma l'arbitro Mickey Ion annulla la marcatura giudicandola avvenuta dopo il fischio finale della frazione. Verso la conclusione del 2° overtime i Canadiens vanno vicinissimi alla vittoria con un tiro di Louis Berlinguette che sfiora il palo della porta difesa da Holmes. Successivamente, lo stesso Berlinguette si scontra con Wilson ed è costretto ad uscire dal rink dopo i colpi subiti. Alla fine della gara i giocatori stremati crollano sul ghiaccio e, come riportano le cronache dell'epoca, il pubblico di Seattle applaude le due squadre per lo spettacolo offerto.
Finendo in pareggio Gara 4, la successiva Gara 5 sarebbe stata un rematch ma vi sono polemiche su quale regolamento applicare. I Canadiens sostengono che vada applicato il regolamento NHL data la natura di rematch di Gara 5, mentre i Metropolitans affermano la validità del principio di alternanza. La discussione si conclude con la decisione di applicare nuovamente il regolamento NHL, ma per il futuro ci si accorda che nessuna gara possa finire in pareggio, prevedendo la disputa di overtime ad oltranza fino a quando una delle due squadre non segni la rete decisiva.
Gara 5 vede i Canadiens andare sotto nel punteggio di 3 reti, ma i Metropolitans mostrano segni di evidente stanchezza permettendo agli avversari di rimontare fino al pareggio (con Newsy Lalonde che segna una doppietta). La partita, dunque, si trascina all'overtime: la squadra di Seattle è in inferiorità numerica, quando Frank Foyston esce per infortunio, Jack Walker non riesce più a pattinare avendo rotto uno dei suoi pattini, Cully Wilson crolla a terra stremato dalla fatica e i Metropolitans si trovano a disputare il resto della partita in inferiorità numerica non avendo più uomini in panchina disponibili. Arriva infine la rete decisiva di Jack McDonald, che si lancia verso la porta dei Metropolitans e segna il definitivo 4-3 per i Canadiens, che in tal modo pareggiano la serie sul momentaneo 2-2. Dopo la partita qualche giocatore è stato ricoverato in ospedale, mentre altri hanno dovuto essere trasportati nelle loro case non essendo più in grado letteralmente di muoversi.
Il resto della serie non è mai stato disputato, non venendo mai assegnata la Stanley Cup.

## Cancellazione

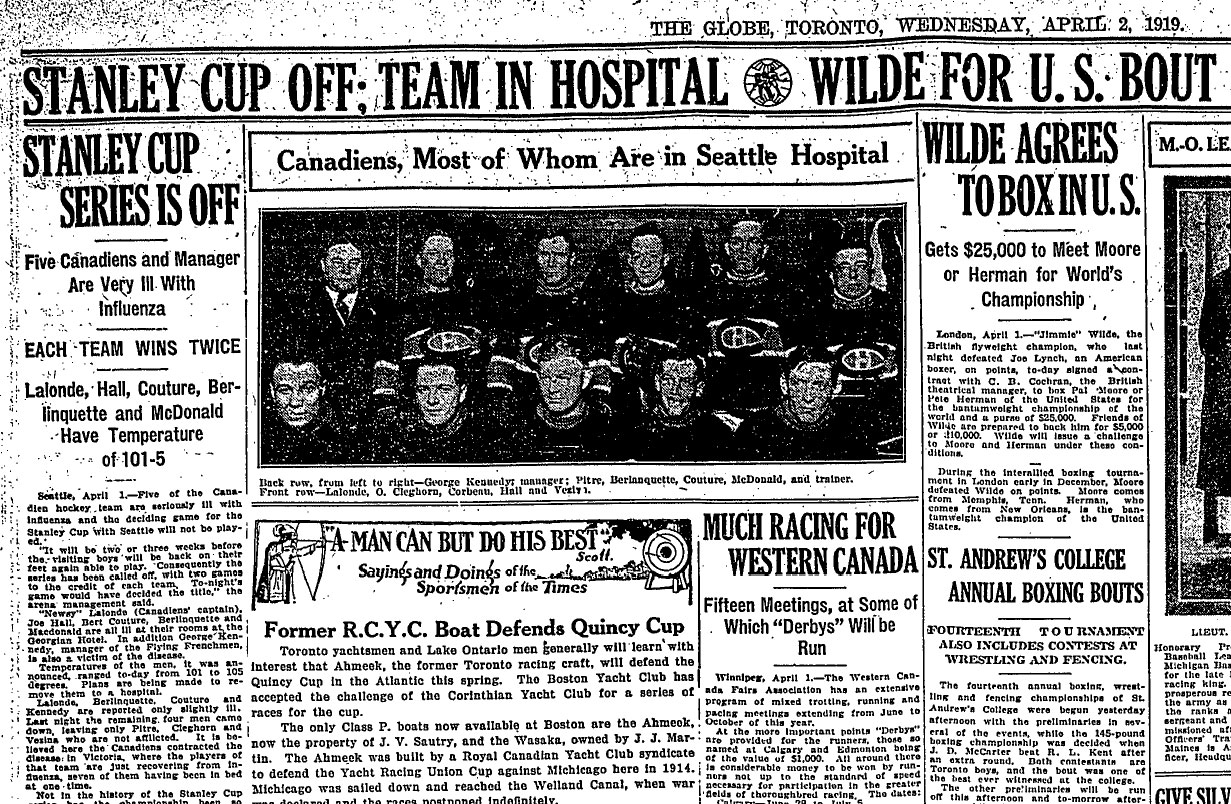
Il The Globe del 2 aprile 1919 annuncia la cancellazione delle Stanley Cup Series.

Il 1° aprile 1919 era in programma Gara 6, ma lo scoppio dell'epidemia di influenza spagnola ha colpito diversi giocatori delle due squadre, alcuni dei quali gravemente. Ad appena cinque ore e mezza dalla disputa della partita, con diversi giocatori ammalatisi (Lalonde, Hall, Coutu, Berlinguette per i Canadiens; McDonald per i Metropolitans), si è decisa la cancellazione di Gara 6. George Kennedy, manager dei Canadiens, dichiara la volontà della sua squadra di dichiararsi sconfitta nella serie e di cedere gli onori della vittoria ai Metropolitans, ma Pete Muldoon, manager e allenatore della squadra di Seattle, rifiuta la vittoria concessa dai Canadiens in segno di rispetto degli avversari (affermando che è stata l'epidemia a sconfiggere i canadesi, non la sua squadra). Nel tentativo di disputare ugualmente Gara 6, Kennedy aveva in precedenza chiesto di poter schierare i giocatori dei Victoria Cougars della PCHA, ma il presidente della lega Frank Patrick aveva opposto il suo diniego.
Il 5 aprile 1919, Joe Hall (difensore dei Montreal Canadiens) muore in ospedale, fiaccato da una grave polmonite contratta a seguito dell'influenza. La sua salma viene successivamente trasportata a Vancouver e i suoi funerali si tengono l'8 aprile, alla presenza della maggior parte dei suoi compagni di squadra, per poi essere sepolta a Brandon (Manitoba). Anche George Kennedy subisce gravi conseguenze dal male che lo ha colpito: non riuscirà mai a recuperare la sua salute e troverà la morte due anni più tardi, nel 1921.

## L'incisione sullaStanley Cup
La Stanley Cup non venne assegnata a nessuna delle due squadre in questa edizione del 1919. Di conseguenza, nessun nome venne inciso (come da tradizione) sulla coppa. Tuttavia, quando la Stanley Cup venne rinnovata nel 1948, aggiungendo una nuova fascia per quelle squadre che non avevano provveduto in precedenza alla loro incisione, venne aggiunta un'iscrizione a ricordo di questa serie.
| 1919 Montreal Canadiens Seattle Metropolitans Series Not Completed |